# Brad Simpson
Bradley "Brad" Will Simpson (Birmingham, 28 de julho de 1995) é um cantor, compositor, instrumentista, produtor e modelo britânico mais conhecido por ser o vocalista principal e guitarrista de apoio da banda pop britânica The Vamps.

## Biografia e carreira musical

### Vida pessoal
Brad nasceu em Birmingham, Inglaterra em 28 de julho de 1995. Seus pais são Derek e Anne-Marie Simpson e ele tem uma irmã mais velha chamada Natalie. Começou a tocar violão e guitarra aos 11 anos.

### 2010: Covers e carreira solo
Em 2010, Brad começou a postar covers para o YouTube, com destaque para "Lego House" do cantor Ed Sheeran e "R U Mine?" da banda Arctic Monkeys. Ele chegou a gravar um álbum caseiro e a vendê-lo na internet em 2010. É possível ouvir suas composições antigas em sua conta do Soundcloud.

### 2011-presente: The Vamps
Em outubro de 2011, o guitarrista James McVey, que já era gerenciado por Joe O'Neill e Richard Rashman da Prestige Management, o encontrou no YouTube cantando "Lego House" e entrou em contato com Brad através do facebook, na iniciativa de formar uma banda. Eles começaram a se encontrar para compor músicas desde então e escolheram o nome The Vamps porque acharam legal. Em janeiro de 2012 conheceram o baterista Tristan Evans através de um amigo em comum no facebook e decidiram chamá-lo para a banda. Em 02 de agosto de 2012, The Vamps enviou ao YouTube seu primeiro cover, Vegas Girl do cantor britânico Conor Maynard, e conseguiram uma legião de fãs em poucos meses. Em novembro do mesmo ano, a banda conseguiu um contrato com a gravadora Mercury Records e começaram a procurar por um baixista, até que encontraram Connor Ball no facebook. The Vamps lançou dois álbuns de estúdio desde então e lançará o terceiro em 2017. A banda também é proprietária da gravadora Steady Records, que tem como artistas contratados a banda pop americana The Tide e a banda pop britânica New Hope Club.

## Carreira de modelo
Em março de 2015, a agência de modelos Storm Models anunciou ter contratado os quatro integrantes da The Vamps. Desde então, a banda já foi capa de revistas como Fabulous Magazine, Notion Magazine e 1883 Magazine.

## Composição e produção

### Créditos como compositor
| Título                           | Artista                                                           | Álbum                                                                             | Ano  | Notas         |
| -------------------------------- | ----------------------------------------------------------------- | --------------------------------------------------------------------------------- | ---- | ------------- |
| "All Night"                      | The Vamps e Matoma                                                | Night & Day (Night Edition)                                                       | 2017 | Co-compositor |
| "Another World"                  | The Vamps                                                         | Meet the Vamps                                                                    | 2014 | Co-compositor |
| "Be With You"                    | The Vamps                                                         | Wake Up                                                                           | 2015 | Co-compositor |
| "Beliya"                         | Vishal-Shekhar (com participação de The Vamps)                    | Beliya (single)                                                                   | 2016 | Co-compositor |
| "Boy Without A Car"              | The Vamps                                                         | Wake Up                                                                           | 2015 | Co-compositor |
| "Burn"                           | The Vamps                                                         | Wake Up                                                                           | 2015 | Co-compositor |
| "Cheater"                        | The Vamps                                                         | Wake Up                                                                           | 2015 | Co-compositor |
| "Coming Home"                    | The Vamps                                                         | Wake Up (Edição deluxe)                                                           | 2015 | Co-compositor |
| "Dangerous"                      | The Vamps                                                         | Meet the Vamps                                                                    | 2014 | Co-compositor |
| "Fall"                           | The Vamps                                                         | Meet the Vamps (Edição deluxe)                                                    | 2014 | Co-compositor |
| "Fallin'"                        | Taylor Grey (com participação de Brad Simpson)                    | Space Case                                                                        | 2017 | Co-compositor |
| "Girls On TV"                    | The Vamps                                                         | Meet the Vamps                                                                    | 2014 | Co-compositor |
| "Golden"                         | The Vamps                                                         | Meet the Vamps (Edição deluxe)                                                    | 2014 | Co-compositor |
| "Half Way There"                 | The Vamps                                                         | Wake Up (Edição deluxe)                                                           | 2015 | Co-compositor |
| "Hands"                          | Mike Perry, The Vamps & Sabrina Carpenter                         | Night & Day (Night Edition)                                                       | 2017 | Co-compositor |
| "High Hopes"                     | The Vamps                                                         | Meet the Vamps                                                                    | 2014 | Co-compositor |
| "Hoping For Snow"                | The Vamps                                                         | Meet the Vamps (Edição de natal)                                                  | 2014 | Co-compositor |
| "Hurricane"                      | The Vamps                                                         | Meet the Vamps (Edição norte-americana) e Oh Cecilia (Breaking My Heart) (single) | 2014 | Co-compositor |
| "I Found A Girl"                 | The Vamps versão solo e single com participação de OMI            | Wake Up (versão solo)                                                             | 2015 | Co-compositor |
| "Lovestruck"                     | The Vamps                                                         | Meet the Vamps                                                                    | 2014 | Co-compositor |
| "Million Words"                  | The Vamps                                                         | Wake Up                                                                           | 2015 | Co-compositor |
| "Oh Cecilia (Breaking My Heart)" | The Vamps (versão solo e single com participação de Shawn Mendes) | Meet the Vamps                                                                    | 2014 | Co-compositor |
| "On The Floor"                   | The Vamps                                                         | Meet the Vamps (Edição deluxe)                                                    | 2014 | Co-compositor |
| "Peace of Mind"                  | The Vamps                                                         | Wake Up (Edição deluxe)                                                           | 2015 | Co-compositor |
| "Risk It All"                    | The Vamps                                                         | Meet the Vamps                                                                    | 2014 | Co-compositor |
| "Runaway"                        | The Vamps                                                         | Wake Up Edição deluxe                                                             | 2015 | Co-compositor |
| "She Was The One"                | The Vamps                                                         | Meet the Vamps                                                                    | 2014 | Co-compositor |
| "Shine Like Gold"                | Ronan Keating                                                     | Time of My Life                                                                   | 2016 | Co-compositor |
| "Shout About It"                 | The Vamps                                                         | Meet the Vamps                                                                    | 2014 | Co-compositor |
| "Sleighing in The Snow"          | The Vamps                                                         | Meet the Vamps (Edição de natal)                                                  | 2014 | Co-compositor |
| "Stay Here"                      | The Vamps                                                         | Wake Up (EP)                                                                      | 2015 | Co-compositor |
| "Stolen Moments"                 | The Vamps                                                         | Wake Up                                                                           | 2015 | Co-compositor |
| "Wild Heart"                     | The Vamps                                                         | Meet the Vamps                                                                    | 2014 | Co-compositor |
| "Windmills"                      | The Vamps                                                         | Wake Up                                                                           | 2015 | Co-compositor |
| "Words (Don't Mean A Thing)"     | The Vamps                                                         | Wake Up (Edição japonesa) e I Found A Girl (CD1)                                  | 2015 | Co-compositor |
| "Worry"                          | The Vamps                                                         | Wake Up (Edição deluxe)                                                           | 2015 | Co-compositor |
| "Written Off"                    | The Vamps                                                         | Wake Up (Edição deluxe)                                                           | 2015 | Co-compositor |
| "Just My Type"                   | The Vamps                                                         | Night and Day                                                                     | 2018 |               |

### Créditos como produtor
| Ano  | Título      | Artista   | Álbum        |
| ---- | ----------- | --------- | ------------ |
| 2015 | "Stay Here" | The Vamps | Wake Up (EP) |